# セルジオ・サッポ
セルジオ・サッポ（Sergio Sapo）ことセルジオ・アギアール・ギマラエス・フィリョ（Sergio Aguiar Guimaraes Filho、1958年2月17日 - ）は、ブラジル南東部の都市、リオ・デ・ジャネイロ出身のフットサル指導者である。
元フットサル日本代表監督。サッポはポルトガル語で「カエル」という意味のニックネーム。

## 経歴
現役選手時代にはフットサルブラジル代表に2度（1984年、1987年）選ばれた。
2003年4月、当時のサッカー日本代表監督であるジーコの推薦により訪日し、日本サッカー協会のフットサルテクニカルアドバイザーとして契約。
同年11月、監督の原田理人が辞任したことにともない、フットサル日本代表監督に就任。
2006年5月、AFCフットサル選手権において、日本代表を初優勝に導く。
2008年11月、日本代表監督を退任。同年12月、ロシアの強豪DINAMO YAMALとトレーナー契約。
2009年10月、フットサルウズベキスタン代表監督に就任。

## 監督経歴
- 2003-2008  フットサル日本代表
- 2009-????  フットサルウズベキスタン代表
- フットサルカタール代表